# Região Geográfica Imediata de Taubaté-Pindamonhangaba

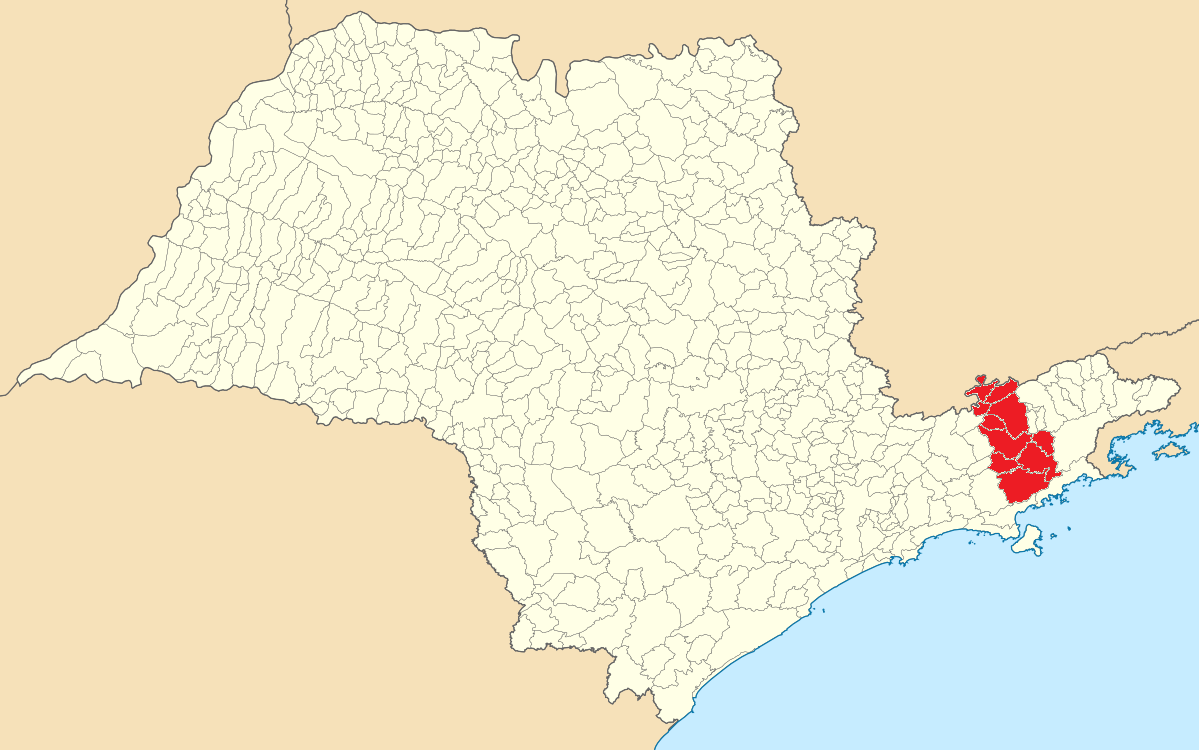
Região com suas divisões municipais.

A Região Geográfica Imediata de Taubaté-Pindamonhangaba é uma das 53 regiões imediatas do estado brasileiro de São Paulo, uma das cinco regiões imediatas que compõem a Região Geográfica Intermediária de São José dos Campos e uma das 509 regiões imediatas no Brasil, criadas pelo IBGE em 2017.
É composta por dez municípios, tendo uma população estimada pelo IBGE para 1.º de julho de 2020, de 631 946 habitantes e uma área total de 4 237,802 km².
As cidades-sede Taubaté e Pindamonhangaba são as duas mais populosas da região, tendo juntas 77,2% da população total.

## Municípios
Fonte: IBGE – Cidades
| Município               | População Estimativa 2020 | Área (km²) |
| ----------------------- | ------------------------- | ---------- |
| Campos do Jordão        | 52 405                    | 290,309    |
| Lagoinha                | 4 889                     | 255,472    |
| Natividade da Serra     | 6 642                     | 833,372    |
| Pindamonhangaba         | 170 132                   | 730,209    |
| Redenção da Serra       | 3 839                     | 309,441    |
| Santo Antônio do Pinhal | 6 827                     | 133,008    |
| São Bento do Sapucaí    | 10 893                    | 252,579    |
| São Luiz do Paraitinga  | 10 690                    | 617,315    |
| Taubaté                 | 317 915                   | 625,003    |
| Tremembé                | 47 714                    | 191,094    |
| Total                   | 631 946                   | 4 237,802  |